# 藤原作弥
藤原 作弥（ふじわら さくや、1937年（昭和12年）1月14日 - ）は、日本のジャーナリスト、エッセイスト、ノンフィクション作家。時事通信社解説委員長、日本銀行副総裁、日立総合計画研究所社長などを務めた。

## 来歴・人物
宮城県仙台市生まれ。1942年、言語学者の父に従って朝鮮の清津へ移住する。1944年、満洲の興安街に転居するが、1945年ソ連軍による侵攻の9時間前に脱出。安東で生活した後、1946年11月に帰国。
宮城県仙台第一高等学校を経て、1962年東京外国語大学フランス語科卒、時事通信社に入社。経済部記者として大蔵省担当。1967年よりオタワ、ワシントン特派員。以後、日本銀行、経団連、外務省などの担当を経て、編集委員、解説委員、解説委員長を歴任。
1998年、日銀副総裁に就任（ - 2003年）。2003年、日立総合計画研究所社長（ - 2007年）、同年東北電力監査役。2006年、毎日新聞社監査役（ - 2011年）。
2009年、富士通ラーニングメディア取締役。2011年、毎日新聞グループホールディングス監査役（ - 2022年）。
大宅壮一ノンフィクション賞選考委員。日本ファッション協会「シネマ夢倶楽部」推薦委員。
1982年『聖母病院の友人たち』で日本エッセイスト・クラブ賞受賞。

## 著書
- 『聖母病院の友人たち 肝炎患者の学んだこと』新潮社、1982年5月。 
  - 『聖母病院の友人たち 肝炎患者の学んだこと』新潮文庫、1986年5月。
- 『満州、少国民の戦記』新潮社、1984年8月。
  - 『満州、少国民の戦記』現代教養文庫、1995年12月。
- 『死を看取るこころ』講談社、1987年7月。 
  - 『死を看取るこころ』講談社文庫、1990年9月。
- 『人間のいる風景』講談社、1988年10月。
- 『ビジネス書を肴にして』NTT出版、1989年7月。
  - 『ビジネス読書学』現代教養文庫、1993年5月。
- 『素顔の日銀総裁たち―カラムコラム』日本経済新聞社、1991年3月。
- 『本にからむコラム』新潮社、1993年6月。
- 『満洲の風』集英社、1996年7月。
- 『風評私評』文藝春秋、1998年12月。
- 『攻守ところを変えて 日銀副総裁になった経済記者』時事通信社、1999年6月。
- 『わが放浪 満洲から本石町まで』時事通信社、2001年10月。
- 『素顔の日銀副総裁日記』集英社、2003年3月。

## 共著・編著
- 山口淑子共著 『李香蘭 私の半生（英語版）』新潮社、1987年7月。 
  - 山口淑子共著『李香蘭 私の半生』新潮文庫、1990年12月。
- 編著『わたしの「生活大国」 総理大臣から中学生まで1300人の声』時事通信社、1993年1月。

## 翻訳
- ジェイソン・コーゾル著 公文俊平共訳『ハードランディング作戦』講談社、1988年3月。
  - ジェイソン・コーゾル著 公文俊平共訳『ドル大暴落の日 ハードランディング作戦』講談社文庫、1992年2月。